# Australian Open 2010

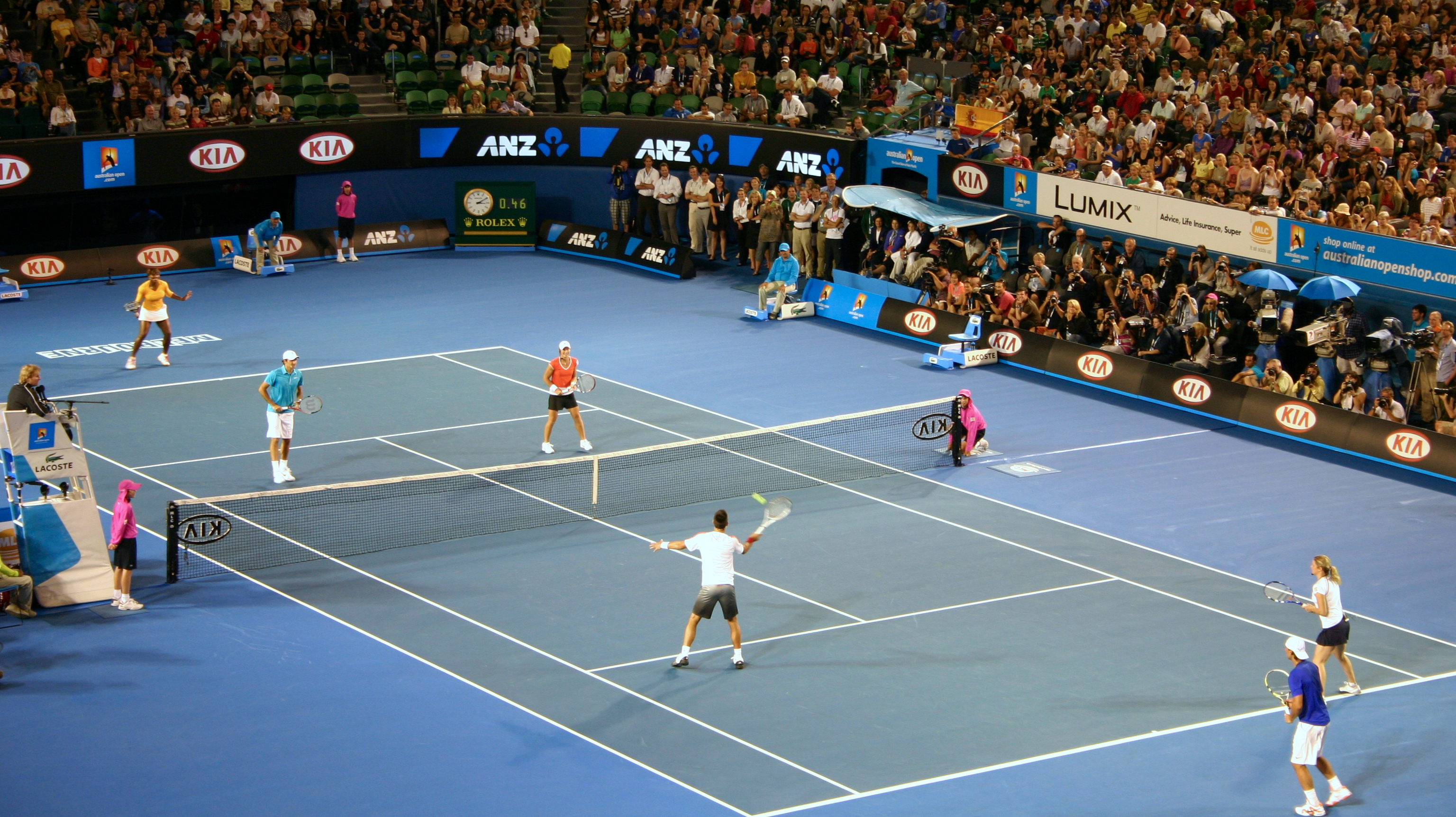
Spielszene der Benefiz-Veranstaltung zugunsten der Erdbebenopfer von Haiti im Vorfeld des Turniers. Spieler der oberen Hälfte: in Gelb Serena Williams, in Türkis der Initiator Roger Federer und in Orange Samantha Stosur. Spieler in der vorderen Hälfte: links in Weiß Novak Đoković, rechts in Weiß Kim Clijsters und in Blau Rafael Nadal.

Die 98. Australian Open fanden vom 18. bis 31. Januar 2010 in Melbourne statt.
Titelverteidiger im Einzel waren Rafael Nadal bei den Herren sowie Serena Williams bei den Damen. Im Herrendoppel waren dies die Zwillingsbrüder Bob und Mike Bryan, im Damendoppel die Schwestern Serena und Venus Williams. Titelverteidiger im Mixed waren Mahesh Bhupathi und Sania Mirza.

## Preisgeld
Das Preisgeld stieg auf die Rekordsumme von umgerechnet 14,5 Millionen Euro. Die Sieger in den Einzelwettbewerben bei den Damen und den Herren erhielten rund 1,26 Millionen Euro.

## Herreneinzel
Setzliste
| Nr. | Spieler               | Erreichte Runde |
| --- | --------------------- | --------------- |
| 01. | Roger Federer         | Sieg            |
| 02. | Rafael Nadal          | Viertelfinale   |
| 03. | Novak Đoković         | Viertelfinale   |
| 04. | Juan Martín del Potro | Achtelfinale    |
| 05. | Andy Murray           | Finale          |
| 06. | Nikolai Dawydenko     | Viertelfinale   |
| 07. | Andy Roddick          | Viertelfinale   |
| 08. | Robin Söderling       | 1. Runde        |
| 09. | Fernando Verdasco     | Achtelfinale    |
| 10. | Jo-Wilfried Tsonga    | Halbfinale      |
| 11. | Fernando González     | Achtelfinale    |
| 12. | Gaël Monfils          | 3. Runde        |
| 13. | Radek Štěpánek        | 1. Runde        |
| 14. | Marin Čilić           | Halbfinale      |
| 15. | Gilles Simon          | Rückzug         |
| 16. | Tommy Robredo         | 1. Runde        |
| 17. | David Ferrer          | 2. Runde        |

| Nr. | Spieler               | Erreichte Runde |
| --- | --------------------- | --------------- |
| 18. | Tommy Haas            | 3. Runde        |
| 19. | Stanislas Wawrinka    | 3. Runde        |
| 20. | Michail Juschny       | 3. Runde        |
| 21. | Tomáš Berdych         | 2. Runde        |
| 22. | Lleyton Hewitt        | Achtelfinale    |
| 23. | Juan Carlos Ferrero   | 1. Runde        |
| 24. | Ivan Ljubičić         | 3. Runde        |
| 25. | Sam Querrey           | 1. Runde        |
| 26. | Nicolás Almagro       | Achtelfinale    |
| 27. | Philipp Kohlschreiber | 3. Runde        |
| 28. | Jürgen Melzer         | 1. Runde        |
| 29. | Viktor Troicki        | 2. Runde        |
| 30. | Juan Mónaco           | 3. Runde        |
| 31. | Albert Montañés       | 3. Runde        |
| 32. | Jérémy Chardy         | 1. Runde        |
| 33. | John Isner            | Achtelfinale    |

## Dameneinzel
Setzliste
| Nr. | Spielerin           | Erreichte Runde |
| --- | ------------------- | --------------- |
| 01. | Serena Williams     | Sieg            |
| 02. | Dinara Safina       | Achtelfinale    |
| 03. | Swetlana Kusnezowa  | Achtelfinale    |
| 04. | Caroline Wozniacki  | Achtelfinale    |
| 05. | Jelena Dementjewa   | 2. Runde        |
| 06. | Venus Williams      | Viertelfinale   |
| 07. | Wiktoryja Asaranka  | Viertelfinale   |
| 08. | Jelena Janković     | 3. Runde        |
| 09. | Wera Swonarjowa     | Achtelfinale    |
| 10. | Agnieszka Radwańska | 3. Runde        |
| 11. | Marion Bartoli      | 3. Runde        |
| 12. | Flavia Pennetta     | 2. Runde        |
| 13. | Samantha Stosur     | Achtelfinale    |
| 14. | Marija Scharapowa   | 1. Runde        |
| 15. | Kim Clijsters       | 3. Runde        |
| 16. | Li Na               | Halbfinale      |

| Nr. | Spielerin                   | Erreichte Runde |
| --- | --------------------------- | --------------- |
| 17. | Francesca Schiavone         | Achtelfinale    |
| 18. | Virginie Razzano            | 1. Runde        |
| 19. | Nadja Petrowa               | Viertelfinale   |
| 20. | Ana Ivanović                | 2. Runde        |
| 21. | Sabine Lisicki              | 2. Runde        |
| 22. | Daniela Hantuchová          | 3. Runde        |
| 23. | Dominika Cibulková          | 1. Runde        |
| 24. | María José Martínez Sánchez | 2. Runde        |
| 25. | Anabel Medina Garrigues     | 1. Runde        |
| 26. | Aravane Rezaï               | 2. Runde        |
| 27. | Alissa Kleibanowa           | 3. Runde        |
| 28. | Jelena Wesnina              | 1. Runde        |
| 29. | Shahar Peer                 | 3. Runde        |
| 30. | Kateryna Bondarenko         | 2. Runde        |
| 31. | Aljona Bondarenko           | Achtelfinale    |
| 32. | Carla Suárez Navarro        | 3. Runde        |

## Herrendoppel
Setzliste
| Nr. | Paarung                              | Erreichte Runde |
| --- | ------------------------------------ | --------------- |
| 01. | Bob Bryan Mike Bryan                 | Sieg            |
| 02. | Daniel Nestor Nenad Zimonjić         | Finale          |
| 03. | Lukáš Dlouhý Leander Paes            | Viertelfinale   |
| 04. | Mahesh Bhupathi Maks Mirny           | 1. Runde        |
| 05. | Łukasz Kubot Oliver Marach           | Achtelfinale    |
| 06. | František Čermák Michal Mertiňák     | 1. Runde        |
| 07. | Mariusz Fyrstenberg Marcin Matkowski | 2. Runde        |
| 08. | Marcel Granollers Tommy Robredo      | 2. Runde        |
| 09. | Christopher Kas Dick Norman          | 1. Runde        |

| Nr. | Paarung                          | Erreichte Runde |
| --- | -------------------------------- | --------------- |
| 10. | Julian Knowle Robert Lindstedt   | 1. Runde        |
| 11. | Simon Aspelin Paul Hanley        | Achtelfinale    |
| 12. | Marcelo Melo Bruno Soares        | 1. Runde        |
| 13. | Michaël Llodra Andy Ram          | 1. Runde        |
| 14. | Martin Damm Filip Polášek        | 2. Runde        |
| 15. | Jaroslav Levinský Travis Parrott | 1. Runde        |
| 16. | James Blake Mardy Fish           | Rückzug         |
| 17. | Jürgen Melzer Philipp Petzschner | Achtelfinale    |

## Damendoppel
Setzliste
| Nr. | Paarung                                            | Erreichte Runde |
| --- | -------------------------------------------------- | --------------- |
| 01. | Cara Black Liezel Huber                            | Finale          |
| 02. | Serena Williams Venus Williams                     | Sieg            |
| 03. | Nuria Llagostera Vives María José Martínez Sánchez | Achtelfinale    |
| 04. | Hsieh Su-wei Peng Shuai                            | Achtelfinale    |
| 05. | Nadja Petrowa Samantha Stosur                      | 1. Runde        |
| 06. | Lisa Raymond Rennae Stubbs                         | Halbfinale      |
| 07. | Alissa Kleibanowa Francesca Schiavone              | Viertelfinale   |
| 08. | Bethanie Mattek-Sands Yan Zi                       | Viertelfinale   |

| Nr. | Paarung                                   | Erreichte Runde |
| --- | ----------------------------------------- | --------------- |
| 09. | Jelena Wesnina Zheng Jie                  | Achtelfinale    |
| 10. | Sania Mirza Virginia Ruano Pascual        | Achtelfinale    |
| 11. | Alla Kudrjawzewa Jekaterina Makarowa      | 2. Runde        |
| 12. | Chuang Chia-jung Květa Peschke            | 2. Runde        |
| 13. | Gisela Dulko Flavia Pennetta              | Viertelfinale   |
| 14. | Anna-Lena Grönefeld Vania King            | 2. Runde        |
| 15. | Marija Kirilenko Agnieszka Radwańska      | Halbfinale      |
| 16. | Iveta Benešová Barbora Záhlavová-Strýcová | 2. Runde        |

## Mixed
Setzliste
| Nr. | Paarung                                | Erreichte Runde |
| --- | -------------------------------------- | --------------- |
| 01. | Cara Black Leander Paes                | Sieg            |
| 02. | Daniela Hantuchová Daniel Nestor       | Achtelfinale    |
| 03. | Bethanie Mattek-Sands Bob Bryan        | Achtelfinale    |
| 04. | Nuria Llagostera Vives Michal Mertiňák | 1. Runde        |

| Nr. | Paarung                         | Erreichte Runde |
| --- | ------------------------------- | --------------- |
| 05. | Marija Kirilenko Nenad Zimonjić | 1. Runde        |
| 06. | Alissa Kleibanowa Maks Mirny    | Achtelfinale    |
| 07. | Lisa Raymond Wesley Moodie      | Halbfinale      |
| 08. | Jelena Wesnina Andy Ram         | Viertelfinale   |

## Junioreneinzel
Setzliste
| Nr. | Spieler          | Erreichte Runde |
| --- | ---------------- | --------------- |
| 01. | Daniel Berta     | Achtelfinale    |
| 02. | Gianni Mina      | Halbfinale      |
| 03. | Jason Kubler     | Achtelfinale    |
| 04. | Mitchell Frank   | Achtelfinale    |
| 05. | Huang Liang-chi  | 2. Runde        |
| 06. | Márton Fucsovics | Halbfinale      |
| 07. | Kevin Krawietz   | 1. Runde        |
| 08. | Dominik Schulz   | 2. Runde        |

| Nr. | Spieler           | Erreichte Runde |
| --- | ----------------- | --------------- |
| 09. | Filip Horanský    | Achtelfinale    |
| 10. | Guilherme Clezar  | Viertelfinale   |
| 11. | Renzo Olivo       | Achtelfinale    |
| 12. | Yasutaka Uchiyama | 1. Runde        |
| 13. | Arthur De Greef   | Achtelfinale    |
| 14. | Tiago Fernandes   | Sieg            |
| 15. | Henri Laaksonen   | 1. Runde        |
| 16. | Jozef Kovalík     | 2. Runde        |

## Juniorinneneinzel
Setzliste
| Nr. | Spielerin          | Erreichte Runde |
| --- | ------------------ | --------------- |
| 01. | Tímea Babos        | Viertelfinale   |
| 02. | Heather Watson     | 1. Runde        |
| 03. | Darja Gawrilowa    | Viertelfinale   |
| 04. | Gabriela Dabrowski | 2. Runde        |
| 05. | Silvia Njirić      | Viertelfinale   |
| 06. | Karolína Plíšková  | Sieg            |
| 07. | Nastja Kolar       | 2. Runde        |
| 08. | Camila Silva       | 1. Runde        |

| Nr. | Spielerin        | Erreichte Runde |
| --- | ---------------- | --------------- |
| 09. | Sachie Ishizu    | 2. Runde        |
| 10. | Maryna Zanevska  | Achtelfinale    |
| 11. | Julija Putinzewa | 2. Runde        |
| 12. | Jana Čepelová    | 2. Runde        |
| 13. | Tamara Čurović   | 1. Runde        |
| 14. | Ulrikke Eikeri   | 1. Runde        |
| 15. | Zheng Saisai     | 1. Runde        |
| 16. | Jana Butschina   | Achtelfinale    |

## Juniorendoppel
Setzliste
| Nr. | Paarung                           | Erreichte Runde |
| --- | --------------------------------- | --------------- |
| 01. | Daniel Berta Márton Fucsovics     | 1. Runde        |
| 02. | Kevin Krawietz Dominik Schulz     | Finale          |
| 03. | Arthur De Greef Gianni Mina       | Achtelfinale    |
| 04. | Huang Liang-chi Yasutaka Uchiyama | Halbfinale      |

| Nr. | Paarung                            | Erreichte Runde |
| --- | ---------------------------------- | --------------- |
| 05. | Mitchell Frank Micke Kontinen      | 1. Runde        |
| 06. | Filip Horanský Jozef Kovalík       | Achtelfinale    |
| 07. | Jarry Chaplin Ben Wagland          | 1. Runde        |
| 08. | Francis Alcantara Guilherme Clezar | Achtelfinale    |

## Juniorinnendoppel
Setzliste
| Nr. | Paarung                        | Erreichte Runde |
| --- | ------------------------------ | --------------- |
| 01. | Tímea Babos Gabriela Dabrowski | Finale          |
| 02. | Nastja Kolar Silvia Njirić     | 1. Runde        |
| 03. | Tamara Čurović Sachie Ishizu   | Viertelfinale   |
| 04. | Ulrikke Eikeri Camila Silva    | Halbfinale      |

| Nr. | Paarung                          | Erreichte Runde |
| --- | -------------------------------- | --------------- |
| 05. |                                  |                 |
| 06. | Anna-Lena Friedsam Mai Grage     | Achtelfinale    |
| 07. | Maryna Zanevska Sandra Zaniewska | 1. Runde        |
| 08. | Darja Gawrilowa Palina Pechawa   | Achtelfinale    |

## Herreneinzel-Rollstuhl
Setzliste
| Nr. | Spieler         | Erreichte Runde |
| --- | --------------- | --------------- |
| 01. | Shingo Kunieda  | Sieg            |
| 02. | Stéphane Houdet | Finale          |

## Dameneinzel-Rollstuhl
Setzliste
| Nr. | Spielerin                | Erreichte Runde |
| --- | ------------------------ | --------------- |
| 01. | Korie Homan              | Sieg            |
| 02. | Florence Alix-Gravellier | Finale          |

## Herrendoppel-Rollstuhl
Setzliste
| Nr. | Paarung                          | Erreichte Runde |
| --- | -------------------------------- | --------------- |
| 01. | Robin Ammerlaan Maikel Scheffers | Finale          |
| 02. | Stéphane Houdet Shingo Kunieda   | Sieg            |

## Damendoppel-Rollstuhl
Setzliste
| Nr. | Paarung                     | Erreichte Runde |
| --- | --------------------------- | --------------- |
| 01. | Jiske Griffioen Korie Homan | Halbfinale      |
| 02. | Lucy Shuker Daniela Di Toro | Finale          |